# 大阪府警察学校
大阪府警察学校（おおさかふけいさつがっこう）は、大阪府が警察官並びに警察職員の養成、教育を目的に設置している機関。
大阪府警察本部の管轄であり、学校長は警視正である。

## 沿革
- 1954年（昭和29年）7月1日 – 大阪市を除く府下24の市町村警察と国家地方警察大阪府本部を一体化した「大阪府警察」が発足[1]。
- 1955年（昭和30年）7月1日 – 大阪市警察を統合。大阪府警察学校は、大阪市城東区に設置。
- 1967年（昭和42年）3月27日 - 大阪府警察学校校舎が交野市東倉治4丁目に竣工、移転。
- 2012年（平成25年）3月 - 交野市から泉南郡田尻町（りんくうタウン内）に竣工、移転。

## 課程
警察官採用選考の合格後に、短期課程A区分（大卒相当）は6か月間、長期課程B区分（その他）は10か月間、それぞれ入校する。全寮制・男女共学。
- 職務倫理 - 職務倫理、府民応接、社会見学等
- 法学 - 憲法、警察行政法、刑法、刑事訴訟法、民法等
- 基本実務 - 生活安全警察、地域警察、刑事警察、交通警察、警備警察、情報通信、実戦的総合訓練等
- 術科 - 柔道、剣道、逮捕術、救急法、けん銃操法、教練、警備実施、体育等
- その他 - 実務修習、各種行事、文化クラブ
- 徒歩訓練、災害警備訓練

## 施設
- 現在の田尻町の施設は、PFI事業 （BTO方式（府費施設はBT方式））として移転・整備が進められた[2]。発注主は、国土交通省近畿地方整備局と大阪府警察本部。
- 本館（4階建）、生徒寮（個室）2棟、講堂、道場、体育館、射撃場。
- 敷地総面積、約6万平方メートル、建物延床面積 約4万2000平方メートル。

## 所在地
- 初任教養部 – 大阪府泉南郡田尻町りんくうポート南1－1
- 専科教養部及び付属自動車学校 – 大阪市城東区関目6丁目2-13

## エピソード
- 田尻町の施設があるりんくうポート南は、関西国際空港対岸のりんくうタウンの工業団地としてもともと住宅のない地区であった[3]ため、同校の生徒寮以外には住民が居ない。
- 1968年（昭和43年）に警察学校内に「大阪府警察殉職者之碑」が建立されており、現在も毎年10月末頃に「大阪府警察殉職者慰霊祭」が執り行われている。
- 交野時代の施設は田尻移転後、解体・創価学園に跡地売却され、2019年5月ごろより、グラウンドとして利用されている。